# 平刚

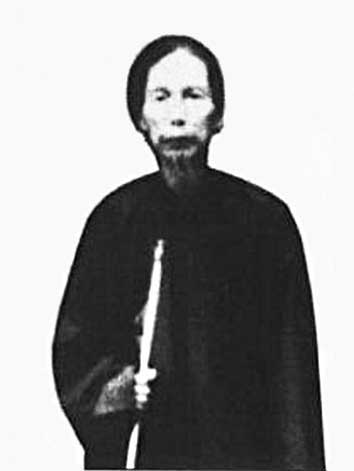

平刚（1878年—1951年），字少璜。贵州贵筑县（今贵阳市）青岩镇人。中国民主革命家、中华民国政治人物。

## 生平
是清朝秀才。1905年留学日本，其间加入同盟会，后担任同盟会贵州支部长。1910年回到中国后，在贵阳参与创办了乐群小学。1911年贵州光复后，担任贵州都督府枢密院枢密员，后任各省都督府代表联合会贵州代表。此后，曾任贵州都督府众议院副议长。1915年赴云南参加护国运动。1917年任孙中山广州大元帅府秘书。1923年之后曾任镇宁县、古蔺县、赤水县县长，中国国民党贵州党务指导委员会指导员兼训练部部长。1937年之后担任贵州省参议院议长。中华人民共和国成立后任贵州省人民政府委员。
1951年在贵阳病逝。